# Susanna M. Salter
Susanna Madora "Dora" Salter (Condado de Belmont, 2 de março de 1860 - Norman, 17 de março de 1961) foi uma política e ativista norte-americana. Ela atuou como prefeita de Argonia, Kansas, após se tornar a primeira mulher eleita para uma prefeitura (câmara municipal) e a primeira mulher eleita para qualquer cargo político dos Estados Unidos.

## Infância e Juventude
Susanna Madora Kinsey nasceu perto da comunidade não-incorporada de Lamira, no Condado de Belmont, Ohio. Era filha de Oliver Kinsey e Terissa Ann White Kinsey, casal de descendentes de colonos quacres. Aos 12 anos, mudou-se com a família para o Kansas, onde mais tarde entraria para o Kansas State Agricultural College (atual Kansas State University) em Manhattan. Na faculdade, foi capaz de pular o primeiro ano, mas teve que abandonar a graduação seis semanas antes da formatura por motivos de saúde.
Ainda na universidade, Susanna conheceu Lewis Alison Salter, aspirante a advogado e filho do ex-vice-governador do Kansas, Melville J. Salter. Eles casaram-se pouco depois e se mudaram para Argonia, onde ela se tornou ativa no movimento local pela temperança, envolvendo-se com o Prohibition Party. Por meio dessa organização, ela manteria contato com a mais conhecida ativista pela temperança da época, Carrie Nation.
Em 1883, ela deu à luz seu primeiro filho, Francis Argonia Salter, nascido em Argonia. Lewis e Susanna Salter tiveram um total de nove filhos, um dos quais nascido durante seu mandato como prefeita e que não sobreviveu à infância. Após a incorporação da cidade, em 1885, seu pai e seu marido foram eleitos como primeiro prefeito e primeiro vereador da cidade, respectivamente.

## Primeira prefeita eleita
Em 4 de abril de 1887, Susanna Salter foi eleita prefeita de Argonia. Embora seu mandato tenha sido curto e tranquilo, sua eleição chamou a atenção da imprensa internacional, que passou a discutir a possibilidade de outras cidades seguirem o precedente aberto por Argonia. Após passar apenas um ano na prefeitura, ela declinou a busca pela reeleição. Por seus serviços, recebeu 1 dólar em pagamento. A casa em que ela viveu durante o mandato foi adicionada ao National Register of Historic Places em setembro de 1971.

## Anos posteriores
Após concluir seu mandato, Susanna Salter viveu com a família em Argonia até 1893, quando se mudou com a família para terras adquiridas pelo marido em Alva, Oklahoma. Dez anos mais tarde, nova mudança, dessa vez para Augusta, Oklahoma, onde seu marido atuou como advogado e estabeleceu um jornal chamado Headlight. Após o falecimento do seu marido, em 1916, Susanna estabeleceu-se em Norman, Oklahoma, onde acompanhou seus filhos mais novos na University of Oklahoma. Ela viveu em Norman até o fim de sua vida, mantendo interesse em assuntos religiosos e políticos, embora nunca mais tenha sido eleita. Susanna M. Salter faleceu duas semanas após seu 101º. aniversário e foi enterrada em Argonia.